# Nouvelle église paroissiale Saint-Tugdual
La nouvelle église paroissiale est située à Saint-Tugdual en France.

## Localisation
L'église est située sur le territoire de la commune de Saint-Tugdual, , dans le département du Morbihan en région Bretagne.

## Description
La nouvelle église a été construite en 1961 par l'architecte Claubert de Cléry en réutilisant au maximum les matériaux de l'ancienne église, mais son orientation est différente de  cette dernière de façon que sa façade principale s'aligne sur la place du bourg. Ses verrières ont été conçues par l'atelier Le Bihan, de Quimper. Le clocher, séparé de l'église, est composé d'une tour carrée en granit, surmonté d'une balustrade, d'un tambour polygonal ajouré et d'une flèche d'ardoise très fine. Une fresque monumentale de Gyan Meer (de son vrai nom Yannig Guillevic) , le lavement des pieds (huile sur toile, 4 m x 6 m) a été installée dans le chœur de l'église en 2006 ; bénite par l'évêque de Vannes, Raymond Centène, la peinture monumentale est le fruit d'une commande du comité paroissial. Chaque année, durant le Jeudi Saint, une cérémonie du lavement des pieds est célébrée par le recteur Henri Goyallon.

## Galerie

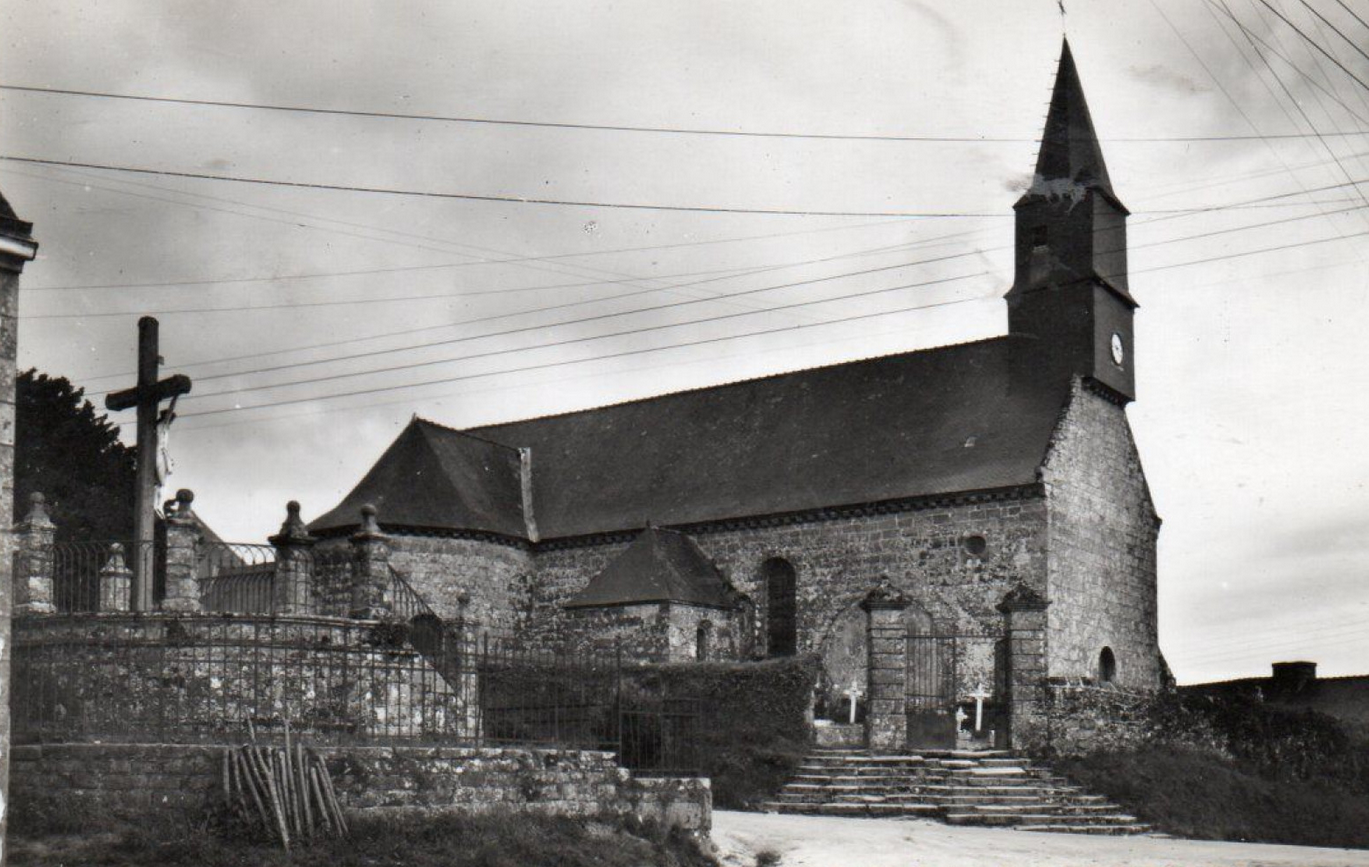
Ancienne église paroissiale Saint-Tugdual
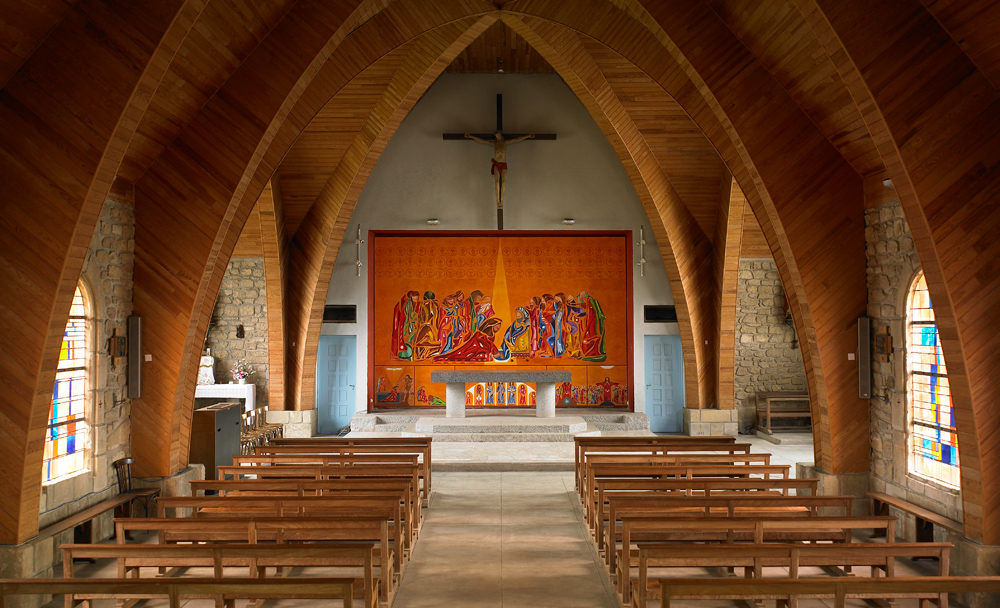
L'intérieur de l'église ornée d'une fresque murale réalisée par Yanig Guillevic.